# Francis Lemieux
Francis Lemieux (* 22. Februar 1984 in Sherbrooke, Québec) ist ein ehemaliger kanadischer Eishockeyspieler, der im Verlauf seiner aktiven Karriere zwischen 2001 und 2016 unter anderem 293 Spiele in der American Hockey League (AHL) auf der Position des linken Flügelstürmers bestritten hat. Darüber hinaus absolvierte Lemieux weitere 110 Partien in der österreichischen Erste Bank Eishockey Liga (EBEL) und war zudem kurzzeitig in Deutschland und der Schweiz aktiv.

## Karriere
Francis Lemieux begann seine Karriere 2001 bei den Saguenéens de Chicoutimi in der kanadischen Juniorenliga Ligue de hockey junior majeur du Québec (LHJMQ). In den folgenden zwei Jahren entwickelte er sich zu einer wichtigen Stütze der Saguenéens und erreichte beide Male die Marke von 60 Scorerpunkten, womit er in beiden Jahren unter den zwei besten Scorern des Teams rangierte. In seiner vierten Saison in der LHJMQ setzte er mit 32 Toren und 50 Assists neue persönliche Bestmarken.
Im Sommer 2005 wechselte der Angreifer zu den Profis und erhielt einen Vertrag bei den Hamilton Bulldogs aus der American Hockey League (AHL). Nachdem er in den ersten zwei Monaten der Saison 2005/06 überzeugende Leistungen gezeigt hatte, nahmen ihn zudem die Canadiens de Montréal aus der National Hockey League (NHL), für die die Bulldogs als Farmteam fungierten, unter Vertrag. Lemieux blieb aber vorerst in Hamilton, wo er seine gute Debütsaison mit 18 Toren und 22 Vorlagen zu Ende brachte. In seiner zweiten Spielzeit schwächelte er und kam dadurch nicht mehr regelmäßig zum Einsatz, gewann am Ende der Saison mit den Bulldogs aber den Calder Cup. In der Saison 2007/08 strauchelte der kleine aber körperlich robuste Lemieux weiterhin und konnte in 33 Spielen mit Hamilton kein einziges Tor erzielen, woraufhin er innerhalb der Liga zu den Grand Rapids Griffins transferiert wurde. Dort konnte er seine Leistungen aber wieder stabilisieren und kam in den restlichen 26 Saisonspielen noch auf sechs Tore und fünf Assists, sodass die Griffins seinen Vertrag verlängerten. Zu Beginn der Saison 2008/09 hatte er jedoch einen schwierigen Stand in der Mannschaft. Er kam in nur zehn der ersten 24 Saisonspiele zum Einsatz und konnte bei seinen wenigen Einsätzen nur selten überzeugen. Nach dem ersten Drittel der Saison erhielt er aber wieder seinen Stammplatz zurück und spielte in einer Reihe mit Evan McGrath und Francis Paré, die im Dezember 2008 die offensivstärkste Formation der Griffins war. Lemieux konnte in zehn Spielen elf Scorerpunkte sammeln, darunter auch sein erster Hattrick. Er ließ im Laufe der Saison noch einen weiteren Hattrick folgen, konnte seine Produktivität im Angriff jedoch über einen längeren Zeitraum nicht halten, konnte dafür aber durch sein defensives und körperliches Spiel überzeugen.
In der Saison 2009/10 wurde er von den Grand Rapids Griffins zu großen Teilen bei den Las Vegas Wranglers in der ECHL eingesetzt, ehe sein Vertrag Ende Januar 2010 aufgelöst wurde. Am 1. Februar verkündeten die Vienna Capitals aus der österreichischen Erste Bank Eishockey Liga (EBEL) den Wechsel Lemieuxs nach Österreich. Im Sommer 2010 kehrte er nach Nordamerika zurück und begann die Saison 2010/11 bei den Manitoba Moose in der AHL, ehe Lemieux zu den Florida Everblades in die ECHL geschickt wurde. In den folgenden Monaten überzeugte er durch starke Leistungen und führte mit 72 Punkten aus 55 Spielen die Scorerliste in der ECHL an. Im Februar 2011 wurde er von den Connecticut Whale aus der AHL über einen Probevertrag verpflichtet. Im Juni 2011 erhielt der Kanadier einen Vertrag bei den Heilbronner Falken aus der 2. Eishockey-Bundesliga. Er verbrachte dort eine Spielzeit, ebenso wie in den folgenden beiden Spielzeiten bei den EBEL-Teilnehmern HC Innsbruck und Graz 99ers. Im Sommer 2014 folgte der Wechsel in die Schweizer National League B (NLB) zum HC Ajoie, den er auch nach nur einem Spieljahr verließ. Seine letzte Profispielzeit absolvierte Lemieux in der norwegischen GET-ligaen bei Frisk Asker, ehe er seine Karriere im Sommer 2016 im Alter von 32 Jahren für beendet erklärte.

## Erfolge und Auszeichnungen
- 2007 Calder-Cup-Gewinn mit den Hamilton Bulldogs
- 2011 ECHL Second All-Star Team

## Karrierestatistik
(Legende zur Spielerstatistik: Sp oder GP = absolvierte Spiele; T oder G = erzielte Tore; V oder A = erzielte Assists; Pkt oder Pts = erzielte Scorerpunkte; SM oder PIM = erhaltene Strafminuten; +/− = Plus/Minus-Bilanz; PP = erzielte Überzahltore; SH = erzielte Unterzahltore; GW = erzielte Siegtore; 1 Play-downs/Relegation; Kursiv: Statistik nicht vollständig)